# Rocco Scott-Braxton
Rocco Scott-Braxton es un personaje ficticio de la serie de televisión australiana Home and Away que apareció del 7 de junio de 2012 hasta el 7 de octubre del mismo año y fue interpretado por varios bebés.

## Biografía
Poco después de casarse con Liam Murphy, Bianca se entera de que está embarazada. Ambos se ponen felices pero cuando acude a hacerse un ultrasonido Bianca descubre que tiene más semanas de embarazo de las que creía y se da cuenta de que Liam no es el padre de su bebé y que el verdadero padre era su exnovio Heath Braxton, esto destruye su matrimonio y poco después Bianca y Liam se separan.
Bianca y Heath regresan y más tarde Rocco nace prematuramente vía cesarea luego de que Bianca comenzara a sentirse mal, después de su nacimiento Rocco es llevado a una incubadora mientras que Bianca se queda en terapia intensiva luego de caer en estado crítico al sufrir de preeclampsia. Cuando Bianca se despierta comienza a sufrir de psicosis posparto y cree que su hijo está muerto, sin embargo con la ayuda de la consejera Natalie Davison se recupera y poco después es dada de alta, inmediatamente Heath y Bianca comienzan a visitarlo al hospital. 
Las cosas se complican cuando Rocco desarrolla ictericia lo que le ocasiona un ataque por lo que se le hace una transfusión de sangre y permanece en el hospital, cuando mejora el doctor Sid Walker lo da de alta y Heath y Bianca llevan a Rocco a casa.
Aunque al inicio a Bianca se le dificulta crear una relación con su hijo pero con la ayuda de Natalie, Darryl Braxton, Irene Roberts y Heath lo logra. Más tarde mientras Heath se encontraba cuidando de Rocco se da cuenta de que algo está mal y lo lleva al hospital donde les dicen que Rocco tiene meningitis y que es probable que muera, Bianca acusa a Heath lo que lo molesta, sin embargo cuando la doctora le dice que no fue culpa de Heath y que lo mejor para Rocco fue que Heath se diera cuenta de que algo pasaba Bianca se disculpa.
Poco después de haber sido dado de alta Rocco muere en octubre del 2012 en su cuna luego de sufrir de síndrome de muerte súbita infantil, lo que dejó tanto a Heath como a Bianca destrozados, inmediatamente Bianca comienza a alejarse de todos y de Heath, y comienza a tomar para evitar sentir el dolor.